# HEC Paris
HEC Paris — європейська бізнес-школа з кампусами в Парижі. Вона була заснована в 1881. Школа має міжнародні програми наступного рівня: магістратуру, докторантуру та магістратуру бізнес адміністрації.
За версією Financial Times, у 2019 році школа HEC зайняла 2-е місце серед європейських бізнес-шкіл. HEC також надає докторську програму (PhD) та кілька магістерських програм (Master) у специфічних галузях управлінських наук, таких як маркетинг, фінанси та підприємництво.
Програми школи мають міжнародну потрійну акредитацію AMBA, EQUIS та AACSB. Школа випустила понад 40 тисяч видатних діячів бізнесу та політики, серед яких Павло Матюша Де Домінік Стросс-Кан.
HEC отримує нагороди AMBA, Equis і AACSB, що робить Францію країною з найбільшою кількістю акредитованих бізнес-шкіл, поряд з Англією.
Річні витрати на відвідування курсів залежать від рівня освіти та коливаються від 20 000 євро до 40 000 євро для ступеня магістра та можуть сягати до 80 000 євро для ступеня MBA.